# Rudolf Schwager
Rudolf "Rudi" Schwager (* unbekannt) war in den 1930er-Jahren ein deutscher Tischtennis-Nationalspieler.
Anfang der 1930er Jahre spielte Rudolf Schwager in Berlin beim Verein TC Blau-Gold 1921 und wechselte später zum TTC Gelb-Weiß Berlin, mit dem er 1933/34 deutscher Mannschaftsmeister wurde. Bei den Nationalen deutschen Meisterschaften kam er im Einzel 1934 ins Endspiel und 1935 auf Platz drei.
International war er 1931 und 1932 bei den Weltmeisterschaften aktiv. Hier wurde er jeweils mit der deutschen Mannschaft Fünfter.
1934 war er an den Gau-Meisterschaften beteiligt (2. Platz mit Brandenburg), 1940 gehörte er dem Verein TTC Hansa Berlin an. In diesem Jahr qualifizierte er sich für die Teilnahme an einem Städtekampf Berlin gegen CSSR.

## Turnierergebnisse
| Verband | Veranstaltung     | Jahr | Ort      | Land | Einzel    | Doppel    | Mixed        | Team |
| ------- | ----------------- | ---- | -------- | ---- | --------- | --------- | ------------ | ---- |
| GER     | Weltmeisterschaft | 1932 | Prag     | TCH  | letzte 64 | letzte 32 | keine Teiln. | 5    |
| GER     | Weltmeisterschaft | 1931 | Budapest | HUN  | letzte 16 | Qual      | keine Teiln. | 5    |